# La chicharra (serie de televisión)
La Chicharra es una serie de televisión mexicana, creada por Chespirito para Televisa. Fue transmitida por primera vez el 3 de octubre de 1979 como un reemplazo del programa El Chapulín Colorado donde actuaba Chespirito, y finalizó el 9 de enero de 1980. La serie solamente se emitió una temporada de 15 episodios, debido a su escaso éxito. A pesar de su fracaso comercial, continuó como un segmento de la serie Chespirito desde 1980 hasta 1982, emitiéndose un total de 17 capítulos cortos. Su eslogan es: La Chicharra. El periódico que hace ruido.

## Argumento
La Chicharra cuenta la aventuras de Vicente Chambón, un reportero bastante torpe y descuidado, quien trabaja en un diario llamado "La Chicharra", cuya misión es investigar los más extraños e hilarantes casos. Acompañado de su fiel fotógrafa Cándida (interpretada por Florinda Meza), andan tras la noticia día a día. Ellos están al mando de Don Lino Tapia (interpretado por Rubén Aguirre), dueño del diario y cuya palabra es ley junto a su secretaria, Úrsula (interpretada por Angelines Fernández). En el diario, Chambón es considerado un "reportero comodín", porque un día escribe sobre deporte, otro sobre política, espectáculos, concursos, tecnología, etc. Es decir que no tiene una especialidad definida, eso hace de su labor un vaivén impredecible.

## Historia
La Chicharra fue un programa de Roberto Gómez Bolaños que surgió luego de concluir El Chapulín Colorado, el cual estuvo al aire durante seis años con gran éxito, pero ya había decaído en su popularidad para su último año. 
Para el nuevo proyecto, Chespirito recurrió a la mayor parte del elenco principal con el que había trabajado en sus series previas. Entre ellos se encontraban sus amigos más cercanos Rubén Aguirre y Florinda Meza, con quién 
él mantenía una relación extramarital en esa época. Los tres tuvieron los papeles protagónicos en La Chicharra. Adicionalmente, cada episodio se caracterizó por presentar reconocidos actores cómicos invitados. 
Originalmente, Televisa transmitió el programa entre el 3 de octubre de 1979 y el 9 de enero de 1980 con sólo 15 episodios producidos, logrando un limitado éxito de teleaudiencia. El 4 de febrero de 1980, La Chicharra se incluyó como un sketch  del programa Chespirito, hasta su cancelación definitiva el 25 de octubre de 1982, con un total de 17 episodios emitidos. Sin embargo, los mismos sketchs se siguieron retransmitiendo entre 1983 y 1984.
La Chicharra tuvo una versión basada en el argumento original entre 1993 y 1994 emtida por Televisa. Se trató de la serie Buenas Noticias producida por Florinda Meza y protagonizado por Juan Antonio Edwards, Paulina Gómez Fernández (hija de Chespirito), Mario Casillas y Eugenia Avendaño.

## Elenco
- Roberto Gómez Bolaños como Vicente Chambón.
- Florinda Meza como Cándida.
- Rubén Aguirre como Don Lino Tapia.
- Angelines Fernández como Úrsula.
- María Antonieta de las Nieves como Flor.
- Édgar Vivar como Varios personajes diferentes.
- Horacio Gómez Bolaños como Varios personajes diferentes.
- Raúl "Chato" Padilla como Varios personajes diferentes.
- Raúl Padilla "Chóforo" como el esposo de Flor.

## Lista de episodios
La presente lista es una recopilación de los episodios transmitidos en Clásico TV.
1. Hoy llega el célebre poeta Cabeza de Vaca. Actuaciones especiales: Édgar Vivar y Horacio Gómez Bolaños.
2. Anoche debutó el hipnotizador maestro Morfeo. Actuaciones especiales: Raúl "Chato" Padilla y Leticia Montaño.
3. El material fotográfico se encuentra por las nubes.
4. El actor Rigoberto Galán fue mordido ayer por un perro.
5. La víctima resultó ser famoso pintor. Actuaciones especiales: María Antonieta de las Nieves, Édgar Vivar, Horacio Gómez Bolaños y Raúl "Chato" Padilla.
6. Fue denunciada la desaparición misteriosa de un individuo. Actuaciones especiales: María Antonieta de las Nieves, Édgar Vivar, Raúl "Chato" Padilla y Raúl Padilla "Choforo".
7. Hay expectación por conocer al nuevo retador Martillo Martínez. Actuaciones especiales: Édgar Vivar, Ramiro Orcí y Amalia Llergo.
8. Presentación de los modelos del célebre modisto francés René Gavin. Actuación especial: Édgar Vivar y Horacio Gómez Bolaños.
9. Demasiados accidentes de tránsito. Actuaciones especiales: Horacio Gómez Bolaños, Raúl "Chato" Padilla, Ramiro Orcí, Julián Bravo y Ricardo de Pascual.
10. Llegó el Playboy narciso fajardo. Actuaciones especiales: Horacio Gómez Bolaños, Bertha Moss y Alberto Inzúa.
11. El atropellado. Actuaciones especiales: Alma Delfina Martínez y Rodolfo Rodríguez.
12. Entrevistas en plena luna de miel. Actuaciones especiales: María Antonieta de las Nieves, Édgar Vivar, Horacio Gómez Bolaños, Martha Ofelia Galindo y Jorge Ortiz de Pinedo.
13. Chiquita Martínez debuta mañana en el teatro. Actuaciones especiales: María Antonieta de las Nieves y Raúl "Chato" Padilla.
14. Una historia conmovedora, simpática y tierna. Actuación especial: Raúl "Chato" Padilla y César Costa.

- Nota:

Un episodio adicional, titulado Es pésimo el servicio que proporcionan ciertas clínicas (con actuaciones especiales de Raúl "Chato" Padilla y Alejandra Meyer), se consideró perdido a nivel mundial por décadas, hasta que fue recuperada una copia  inédita en julio de 2024. Es el último episodio y el único transmitido en 1980. 

## Emisión internacional
La Chicharra el humorístico fue transmitido por Programar Televisión en el horario de los sábados a las 9:00 de la mañana en la Cadena Dos de Inravisión, la misma programadora que transmitió El Chavo del 8 y El Chapulín Colorado